# Charles Masterman
Pour les articles homonymes, voir Masterman.
Charles Masterman, né le 24 octobre 1873 et mort le 17 novembre 1927 dans le district londonien de Harrow, est un intellectuel et homme politique britannique. Membre du Parti libéral, il travaille étroitement avec les leaders libéraux David Lloyd George et Winston Churchill sur des projets sociaux, en particulier le National Insurance Act de 1911. Durant la Première Guerre mondiale, il joue un rôle central au Bureau de la Propagande de Guerre, la principale agence de propagande gouvernementale.

## Biographie
Charles Frederick Gurney Masterman est né le 24 octobre 1873 à Wimbledon, alors dans le Surrey. Il entre au Christ's College de l'université de Cambridge en 1892, où il se distingue par ses excellentes notes et ses talents d'orateur, qui lui valent d'être élu président de la Cambridge Union (en) en 1896. Il quitte brièvement l'université en 1897 avant d'y retourner la même année grâce à une bourse. C'est durant cette période que sa sensibilité libérale se développe. Il contribue notamment à The Heart of the Empire, un recueil d'essais anti-impérialistes paru en 1901.
Masterman s'installe à Londres au tournant du siècle et écrit deux ouvrages, From the Abyss (1902) et In Peril of Change (1905), qui lui mettent le pied à l'étrier auprès de la presse londonienne et attirent l'attention du Parti libéral. Il participe à sa première élection en 1903, dans la circonscription londonienne de Dulwich, où il est battu par le candidat unioniste. Grâce au soutien de John Burns, il peut être à nouveau candidat lors des élections générales de 1906, qui se soldent par un véritable raz-de-marée libéral et le voient être élu député de West Ham North.
Durant cette période, Masterman occupe des postes gouvernementaux mineurs : secrétaire d'État parlementaire au Local Government Board de 1908 à 1909, puis sous-secrétaire d'État au Bureau de l'Intérieur de 1909 à 1912. Il se marie le 2 juin 1908 avec Lucy Blanche Lyttelton (en) (1884-1977), une femme au caractère bien trempé qui le seconde dans son travail. Il travaille en collaboration étroite avec Winston Churchill et David Lloyd George durant son passage à l'Intérieur et contribue à de nombreux projets de lois : Finance Bill, Development Bill, Shop Hours Bill, Coal Mines Bill et National Insurance Bill. Il publie également en 1909 son essai le plus important, The Condition of England. Il perd son siège de West Ham North lors d'une élection partielle en 1911, les résultats de celle de décembre 1910 ayant été annulés. Il retrouve rapidement un siège à la Chambre des communes dans une autre circonscription londonienne, celle de Bethnal Green South West.
Masterman est nommé chancelier du duché de Lancastre en février 1914, ce qui lui offre une place dans le Cabinet. Cependant, cette nomination entraîne automatiquement l'organisation d'une élection partielle pour son siège de Bethnal Green South West, qu'il perd de 24 voix seulement. Il se retrouve alors dans une position délicate : membre du Cabinet sans siège au Parlement. Il est contraint à la démission en février 1915, faute d'être parvenu à trouver un siège.
Durant la Première Guerre mondiale, Masterman dirige le Bureau de la Propagande de Guerre. Il invite de nombreux écrivains à participer à l'effort de guerre et s'efforce de produire des documents précis et factuels plutôt qu'exagérés et violents. Son travail n'est pas reconnu publiquement à la fin du conflit.
Après la guerre, Masterman est à nouveau battu à Stratford West Ham lors des élections générales de 1918. Il remporte enfin une victoire électorale à Manchester Rusholme en 1923, mais perd son siège dès l'année suivante. Son livre England after War; a Study (1922) connaît des ventes médiocres. Sa santé décline rapidement, aggravée par son alcoolisme, et il meurt le 17 novembre 1927 à Harrow, à l'âge de 54 ans. Sa veuve publie une biographie de lui en 1939, simplement intitulée C. F. G. Masterman.